# Var stund jag dig behöver
Var stund jag dig behöver är en sång från 1872 med text av Annie Sherwood Hawks. Melodin, skriven 1872 av Robert Lowry, går i 3/4-takt och används även till kören Städs jag dig behöver som går i 3/4-takt. Sången översattes till svenska 1877 och 1892 av Erik Nyström. Texten har bearbetats av Daniel Hallberg.

## Publicerad i
- Sånger till Lammets lof 1877 som nr 86 med samma titel som inledningsraden i första versen.
- Hemlandssånger 1891 som nr 313.
- Musik till Frälsningsarméns sångbok 1907 som nr 228.
- Lilla Psalmisten 1909 som nr 145 under rubriken "Bönesånger".
- Svenska Missionsförbundets sångbok 1920 som nr 385 under rubriken "Bönesånger".
- Sionstoner 1935 som nr 495 under rubriken "Nådens ordning: Trosliv och helgelse".
- Psalmer och Sånger 1987 som nr 542 under rubriken "Dagens och årets tider - Under dagen".[2]
- Lova Herren 1988 som nr 588 under rubriken "Guds barn i bön och efterföljelse".
- Segertoner 1988 som nr 483 under rubriken "Att leva av tro - Bönen".[1]
- Frälsningsarméns sångbok 1990 som nr 474 under rubriken "Ordet och bönen".
- Sångboken 1998 som nr 136.